# Maeba Yoshitsugu
Maeba Yoshitsugu est un nom japonais traditionnel ; le nom de famille (ou le nom d'école), Maeda, précède donc le prénom (ou le nom d'artiste).
Maeba Yoshitsugu (前波 吉継, 1541-11 février 1574) est un vassal du clan Asakura à la fin de l'époque Sengoku du Japon féodal. Il est aussi connu sous le nom de « Katsurada Nagatoshi » (桂田 長俊).

## Source de la traduction
- (en) Cet article est partiellement ou en totalité issu de l’article de Wikipédia en anglais intitulé « Maeba Yoshitsugu » (voir la liste des auteurs).